# Olios tikaderi
Olios tikaderi is een spinnensoort uit de familie van de jachtkrabspinnen (Sparassidae).
De wetenschappelijke naam van de soort werd in 1999 gepubliceerd door [Biswajit Kundu}, Vivekanand Biswas en Dinendra Raychaudhuri.